# Памятник Репину (Москва)
Памятник Репину — памятник Илье Ефимовичу Репину на Болотной площади в Москве. Расположен недалеко от одноимённой набережной и Лужкова моста; ближайшая станция метро — «Третьяковская».
Памятник работы известного скульптора Матвея Генриховича Манизера был открыт 29 сентября 1958 года.

## История

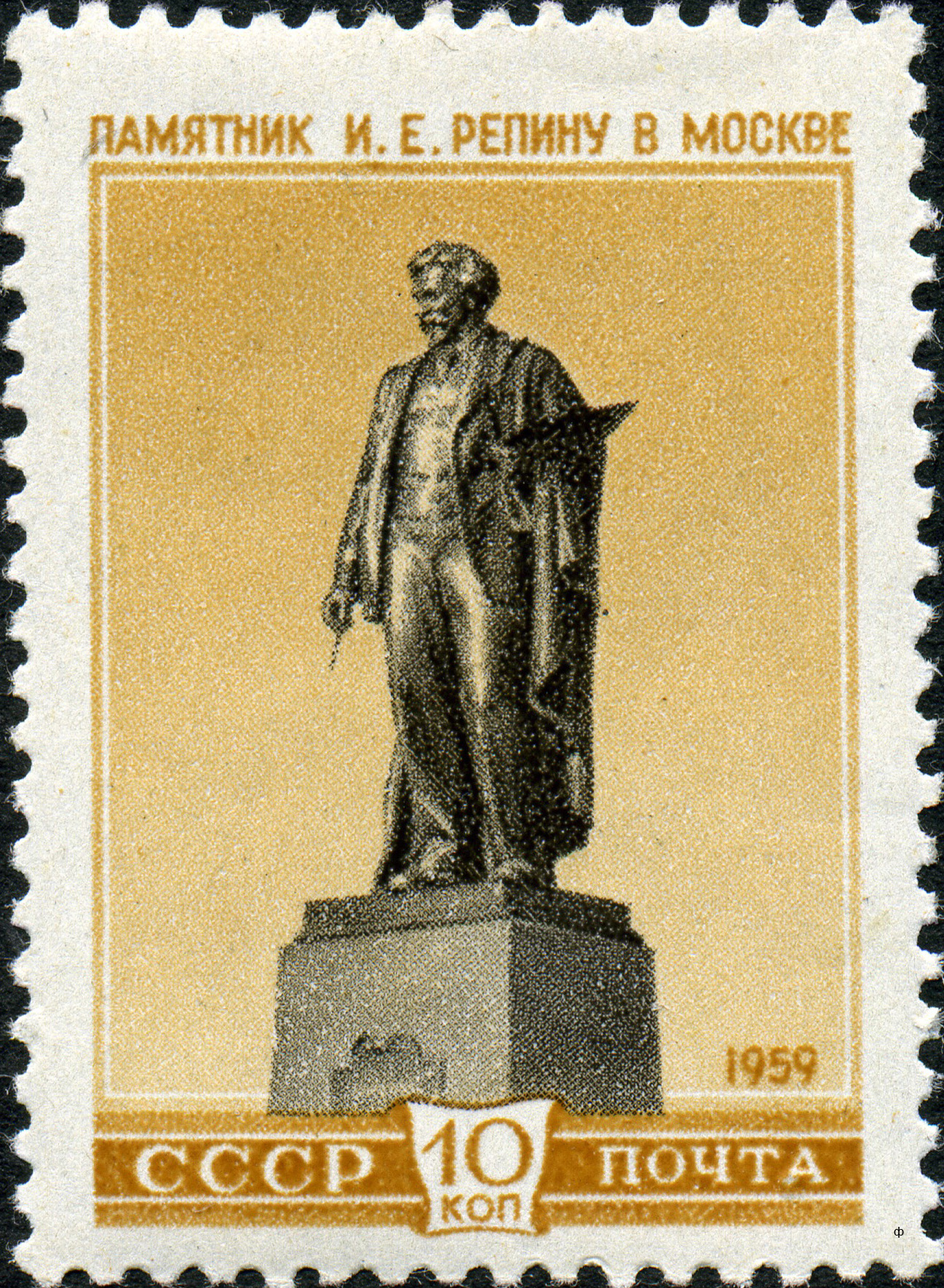
Памятник Репину в Москве на почтовой марке СССР. 1959 г.

Место для памятника художнику-живописцу было обусловлено близостью Третьяковской галереи, в которой хранятся многие полотна Репина. С 1962 по 1994 годы Болотная площадь, на которой расположен данный памятник, носила имя И. Репина.
По сообщениям пресс-службы префектуры ЦАО, ко Дню города 2014 около памятника появится мини-сквер.

## Описание
На четырёхугольном суживающимся к верху постаменте бронзовая фигура И. Репина выполнена в полный рост. Авторы памятника изобразили живописца в творческой обстановке. Поза художника — свободная, голова немного наклонена вниз. В его левой руке — палитра, а в правой руке — место для кисти. На постаменте имеется картуше, надпись на котором гласит: «Великому русскому художнику Илье Репину от правительства Советского Союза».